# エダクダクラゲ
エダクダクラゲ Proboscidactyla flavicirrata Brandt はヒドロ虫綱のクラゲの一つ。放射水管が枝分かれを持つ。ポリプは多毛類のエラコの棲管に共生し、ニンギョウヒドラと呼ばれ、よく知られている。

## 概説
この類のクラゲでは放射水管は4本が普通であるが、この種では当初は4本であるものが成長に連れて分枝をしてゆく。放射管が傘の縁に出たところに触手を持つので、次第に多数の触手を持つようになる。
ポリプはケヤリムシに近縁な多毛類であるエラコの棲管に共生する。細長い本体の片側から2本の糸状触手を伸ばし、その形が人型にも見えることからニンギョウヒドラの名で呼ばれ、とてもよく知られる。岡田他(1965)の新日本動物圖鑑のヒドロ虫の部にはクラゲの項とポリプの項を別立てにしている種が幾つかある（タマクラゲなど）が、それらはいずれも同じ和名の元で書かれている。しかし、この種だけはポリプがニンギョウヒドラの名の元に、クラゲはエダクダクラゲの名の元に記述されている。ついでにポリプの方が先である。論文にもニンギョウヒドラの名を冠したものがある。

## 特徴
本種のクラゲとポリプはそれぞれ別個の種として記載された経緯がある。現在の学名はクラゲに与えられたものであり、ポリプは Lar という属名で1857年に記載されていた。本種については北海道の厚岸で本種のポリプが発見され、内田らがこれを精査し、このポリプがこの属に相当すること、さらに当時既にその地域で普通に見られることが知られていた本種クラゲ（記載は1834年）を放出することを確認し、両者が同種であることを示した。

### クラゲ
傘は半球型で、高さ1.5mm、幅2mm、成長すると径1cm程度になる。寒天質はとても厚い。口柄および口唇は青みを帯びた褐色で、触手の基部は黒または褐色で、あとは透明。
放射管は4-6本で、初期には分枝のない単純なものだが、成長するに従って次第に分枝してゆき、数本の枝を持つようになる。この管は傘の縁に達し、それらの箇所からそれぞれに一本の触手が出る。そのため成体では触手の数は100本、あるいはそれ以上に達する場合もある。
口柄はごく短く、4か6に分かれる。口唇は発達して、やはり4か6に分かれる。生殖腺は口柄から放射管に沿って発達しがちで、そのため星形に見える。傘の縁と放射管の間の寒天質に刺胞が集まって列をなしている特徴があり、そのためにこのクラゲは放射管が分枝していない幼体でも判別が出来る。

### ポリプ
この種のポリプは日本では多毛類のケヤリムシの仲間であるエラコ Pseudopotamilla occelata の棲管にだけ生息する。この動物は岩に張り付いた棲管を作り、その入り口から前体部を出し、よく発達した鰓冠を広げる。このポリプは群体性で、ヒドロ根は棲管全体に這い、あちこちで癒合して網状となる。
ポリプは多型で、栄養ポリプと繁殖用の子茎とが区別できる。栄養ポリプは棲管の入り口にのみ見られ、その部分では多数を密に生じる。ポリプ本体は細長い円筒状で長さ2mm、先端に口がある。口よりやや下方の片側から2本の糸状触手が並んで出て、斜め上に伸びる。その形は人間が万歳しているように見え、そのためにこのポリプはニンギョウヒドラの名を持つ。ちなみにエラコが出入りするとその水流でポリプが一斉に揺れ動き、なおさらにその感を強めるらしい。
生殖用の子茎は栄養ポリプと異なり、棲管の口よりやや下方のヒドロ根からも生じる。形は栄養ポリプと同じく細長い円筒形で、やや小さく短い。また触手は全く持っていない。先端よりかなり下の側面から水母芽を生じる。水母芽は2-7個ほどをほぼ同位置から生じるが、それらの大きさは皆異なっている。遊離した当初のクラゲは高さ0.5mmほど。

## 生態など
クラゲは早春から夏季に多く出現するが、それ以外の季節にも散発的に見られる。東北地方では夏季に、北海道沿岸では周年見られる。
受精卵から発生を進めたプラヌラは、当初は洋なし型で浮遊しているが、成長すると次第に細長くなり、底質を這い回るようになる。プラヌラがエラコの棲管に付着すると、ポリプが形成される。
上記のように、この種のポリプはエラコの棲管にだけ生息する。しかも、ヒドロ根自体はその棲管全体に広がるのに対して、栄養ポリプは棲管の入り口付近でのみ分化する。棲管からエラコを取り除くと、ヒドロ根はそのままであるが、ポリプは次第に退行し、細胞塊になってしまう。
エラコはトロコフォアから変態して四日目頃に底質に沈み、一週間ほどで鰓冠を発達させ、その頃から棲管を作り始める。この時点でヒドロ根を付着させるとヒドロ根は棲管に広がり、その際には棲管の口と、その反対側の後口の両方でポリプを分化させたが、後口のそれはしばらくで退行する。また、棲管の口を切り取ると、新たに出来た切り口からポリプが発達する。棲管のエラコの鰓冠や前体部を切除した場合はポリプは退行せず、ポリプの維持にはエラコ本体の存在が必要であることが分かる。エラコ本体か、エラコが棲管を作る際に分泌する物質などがそれに関与すると考えられるが、詳しいことは分かっていない。
なお、本種が選ぶ棲管の多毛類は地域によって異なるが、どの地域でも1種か2種のみに限られ、たとえばピュージェット湾では、エラコともう1種 Schizobranchia insignis の棲管に生息する。この種との間でも上記のような関係が観察されている。

## 分布と生息環境
日本では本州北部から北海道に知られる。国外では北アメリカの太平洋岸からも知られる。
クラゲは北海道では周年見られ、ポリプはエラコの棲管ではごく普通に見られる。

## 分類
上記のようにこの種のクラゲとポリプは別の属として記載されていたが、同種と判断され、クラゲの方の学名に統一された。これに先立って同様のポリプである Lar sabellarum のクラゲが特定されており、それは当初 Willia stellata と別の属と判断されていた。しかしこのような結果やその後のデータからこのクラゲの2つとポリプの属が同じものと見なされることになり、先に記載されたProboscidactyla が生きることとなった。1954年の段階でこの属には6種と2亜種が記載されている。

## 利害
ニンギョウヒドラの刺胞毒は弱いものとされるが、稀にヒトに被害を与える例が知られる。日本でも、北海道日本海側でウニ漁の漁業者がエラコの棲管に触れ、皮膚に水疱などを生じた例が知られる。これはエラコ皮膚炎の名でも呼ばれる。